# Козар, Хизер
Хи́зер Коза́р (исп. Heather Kozar; род. 4 мая 1976, Акрон, Огайо, США) — американская фотомодель.

## Биография
Хизер Козар родилась 4 мая 1976 года в Акроне (штат Огайо, США) в строгой христианской семье. В 1994 году Хизер окончила «Green High School».
Хизер стала Playmate месяца и года мужского журнала «Playboy» в январе 1998 года в 1999 году, соответственно. В 2002 году стала «St. Pauli Girl». В 1999 году сыграла Синди в сериале «Shasta McNasty», а в 2004 году Мэдисон в фильме «Back Home Again».
С 26 февраля 2005 года Хизер замужем за игроком в американский футбол Тимом Кучем (род.1977). У супругов есть два сына — Чейз Скотт Куч (род.05.08.2005) и Брэйди Куч (род. в марте 2009).